# Gregg Sulkin

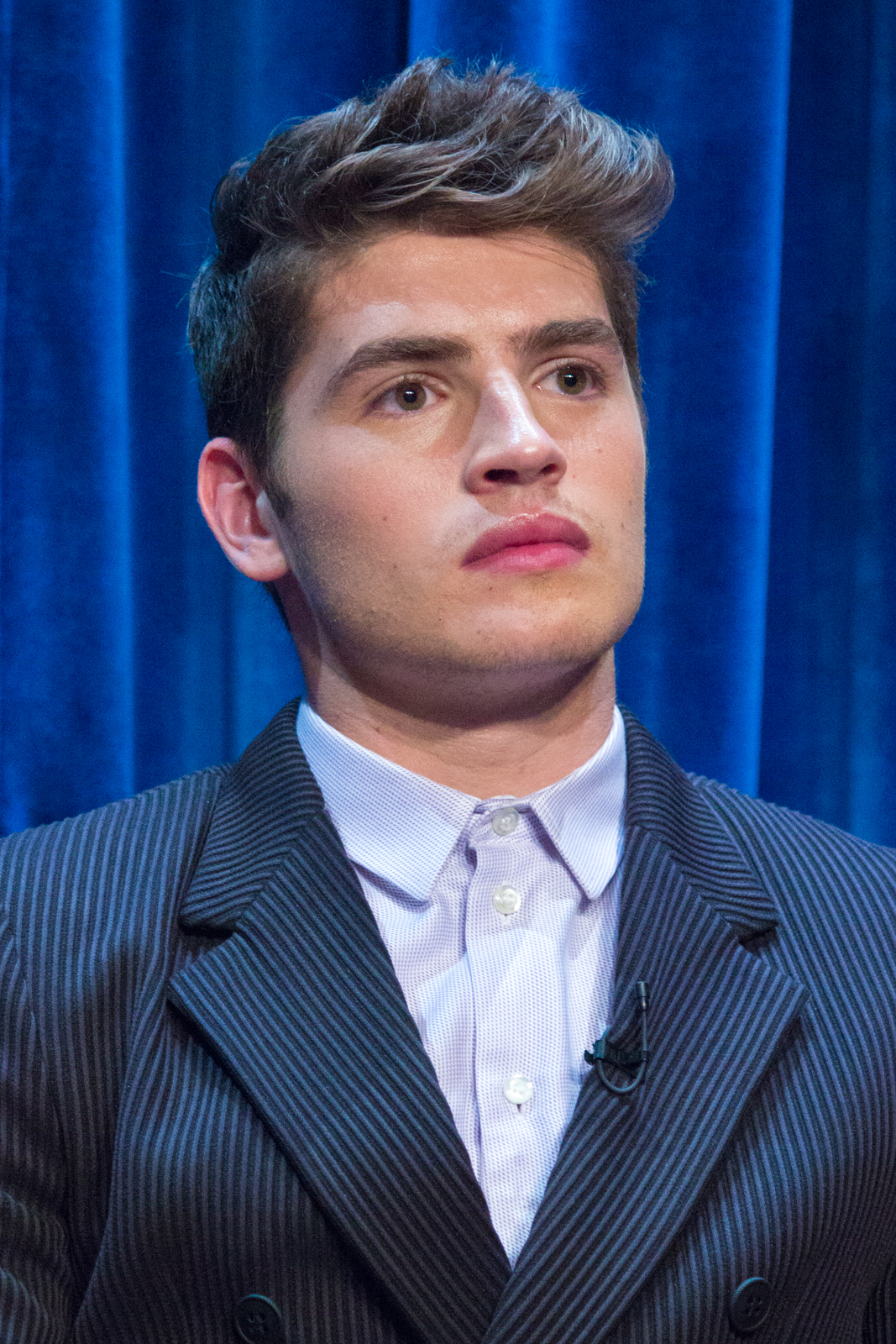
Gregg Sulkin 2014.

Gregg Edward Sulkin, född 29 maj 1992 i London, är en brittisk (engelsk) skådespelare.
Sulkin inledde skådespelskarriären år 2002 med en barnroll i filmen Doktor Zjivago (2002). Han har också haft roller i barnvänliga filmer och serier, däribland serien Magi på Waverly Place på Disney Channel. 

## Filmografi i urval
- 2002 – Doktor Zjivago (miniserie)
- 2006 – Sixty Six
- 2010 – The Heavy
- 2010–2012 – Magi på Waverly Place (TV-serie) (18 avsnitt)
- 2012 – White Frog
- 2012 – Melissa & Joey (tre avsnitt)
- 2012–2013 – Pretty Little Liars (TV-serie) (fyra avsnitt)
- 2013 – Another Me
- 2014 – Affluenza
- 2014–2016 – Faking It (TV-serie) (38 avsnitt)
- 2015 – Anti-Social
- 2016 – Don't Hang Up
- 2024 – Six Triple Eight